# 恤兵
恤兵（じゅっぺい・じっぺい）は、軍隊や軍人に対する献金や寄付、またそれらを送ること。戦地に直接届けられるものとしては慰問袋が有名で、故郷を離れて生活する兵士たちにとって数少ない楽しみの一つであった。「雪の進軍」に詠われた「恤兵真綿（綿入れの防寒具）」は、日露戦争当時の代表的な慰問品である。
旧日本軍においては陸海軍それぞれに恤兵部が設けられ、国民からの寄付を取りまとめて軍需品の購入や設備の更新、慰問団や兵士の福利厚生などに充当した。